# Charlotte D'Alessio
Charlotte D’Alessio (Toronto, 5 de mayo de 1998) es una modelo y actriz canadiense.

## Biografía

### Inicios y modelaje
D’Alessio nació en Toronto, Canadá, hija de Christina Ford, productora de comerciales, y Richard D’Alessio.
Estudió en The Mabin School, Bishop Strachan School y North Toronto Collegiate Institute, instituciones ubicadas en Toronto, antes de mudarse a Los Ángeles, California. Allí asistió a la Beverly Hills High School.
Fue descubierta en 2015 junto con la modelo Josie Canseco en el Festival de Coachella por el fotógrafo Bryant Eslava. Sus fotos en el evento se volvieron virales y fueron compartidas por celebridades como The Weeknd y la cuenta oficial de Coachella. Esta fama repentina la llevó a dejar la escuela para dedicarse de lleno al modelaje.
En 2020 apareció en una campaña para la línea de perfumes Daisy de Marc Jacobs. Ha realizado campañas publicitarias para otras marcas como LeSportsac y Rag & Bone. En 2022 fue incluida en la lista Hot 100 elaborada por la revista Maxim.

### Actuación
En octubre de 2020 participó en una campaña para la marca de fragancias de David Dobrik, David’s Perfume. El mismo año debutó en el cine interpretando a una modelo en el filme On the Rocks, dirigido por Sofia Coppola.
En 2024 interpretó el papel de Maggie en la película Goodbye, Hello de Jack Cooper Stimpson.

## Vida personal
Tuvo una relación sentimental a finales de la década de 2010 con el modelo Presley Gerber, hijo de Cindy Crawford y Rande Gerber.

## Filmografía

### Cine
| Año  | Título         | Papel  | Notas |
| ---- | -------------- | ------ | ----- |
| 2020 | On the Rocks   | Modelo |       |
| 2024 | Goodbye, Hello | Maggie |       |

### Videoclips
| Año  | Título            | Artista      | Notas |
| ---- | ----------------- | ------------ | ----- |
| 2018 | «Hooked»          | Why Don't We |       |
| 2024 | «Tears»           | John Summit  |       |
| 2025 | «Back to Friends» | Sombr        |       |